# Zjazd Kobiet w Seneca Falls
Zjazd Kobiet w Seneca Falls – spotkanie na temat praw kobiet, które odbyło się w dniach 19–20 lipca 1848 roku w Seneca Falls w USA. Jest często uważane za miejsce narodzin feminizmu w Stanach Zjednoczonych, jako że przyjętą w ramach zjazdu Deklarację (ang. Declaration of Sentiments) podpisało 100 osób (z 300 uczestniczek i uczestników zjazdu), w tym kobiety i mężczyźni.
Inicjatorkami zjazdu były Elizabeth Cady Stanton i Lucretia Mott, obie uczestniczyły wcześniej w ruchu abolicjonistycznym (na rzecz zniesienia niewolnictwa) i obie doświadczyły w tym ruchu dyskryminacji ze względu na płeć. Podczas Światowej Konferencji Przeciwników Niewolnictwa w Londynie w 1840 roku wybrane na reprezentantki przez swoje lokalne organizacje kobiety nie zostały wpuszczone na salę obrad. Podobno właśnie to wydarzenie zainspirowało Elisabeth Cady Stanton i Lucretię Mott do zwołania Zjazdu Kobiet. Inspirując się Deklaracją Niepodległości USA autorka Deklaracji (Elizabeth Cady Stanton) dowodziła, że kobiety również są obywatelkami USA, powinny więc mieć równe z mężczyznami prawa. W momencie, gdy kobiety uzyskały prawa wyborcze w USA (1920) tylko jedna sygnatariuszka Deklaracji, Charlotte Woodward, mogła wreszcie skorzystać z prawa do głosowania.